# (36905) 2000 SX179
2000 SX179 (asteroide 36905) é um asteroide da cintura principal. Possui uma excentricidade de 0.13735520 e uma inclinação de 9.08889º.
Este asteroide foi descoberto no dia 28 de setembro de 2000 por LINEAR em Socorro.